# Остхёйзен, Куни
Кунрад «Куни» Виктор Остхёйзен (африк. Coenraad Victor Oosthuizen; 23 марта 1989, Почефструм, ЮАР) — южноафриканский регбист, игрок национальной сборной ЮАР и клуба «Сейл Шаркс», выступающий на позиции столба.

## Клубная карьера
Свою регбийную карьеру Остхёйзен начал в университетской команде в городе Блумфонтейн, откуда в 2008 году был приглашён в клуб «Фри-Стейт Читаз», выступающий в кубке Карри.
С 2010 года Кунрад был включён в заявку «Сентрал Читаз» на турнир Супер 14. 12 февраля 2010 года он провёл свой первый матч в крупнейшем на тот момент регбийном соревновании Южного Полушария против команды «Буллз», в котором «Гепарды» уступили 34-51. На кубке Карри этого же года Остхёйзен стал лучшим игроком команды по числу попыток. 16 июля 2010 года он отметился хет-триком по попыткам в матче против «Грикваз». Такая результативная игра Остхёйзена, однако, не помогла «Сентрал Читаз» обыграть в полуфинале турнира «Уэстерн Провинс».
26 июня 2015 года Кунрад перешёл в «Шаркс», отметив, что это решение станет новым важным витком его регбийной карьеры.

## Карьера в сборной
В 2011 году кандидатура Остхёйзена рассматривалась для включения его в состав сборной ЮАР на предстоящий чемпионат мира, но главный тренер Петер де Вилье принял решение сконцентрироваться на более опытных игроках.
9 июня 2012 года Кунрад провёл свою первую встречу за «Спрингбокс», выйдя на замену в тестовом матче против команды Англии.
28 августа 2015 года Остхёйзен был включён в состав сборной для участия в чемпионате мира.